# Asim Mollazadé
Asim Mollazadé est un homme politique azerbaïdjanais, membre des II, III, IV, V et VI législatures de l'Assemblée nationale d'Azerbaïdjan.

## Biographie
Asim Mollazadé est né le 6 juin 1953 à Bakou. Il est diplômé de la faculté de traitement de l'Université de médecine d'Azerbaïdjan. En 1980-1992, il a étudié la neurologie et la psychophysiologie comportementale à l'Université de médecine Ivan Setchenov de Moscou.

### Carrière
Depuis 1978, Asim Mollazadé a travaillé comme médecin dans un hôpital à Bakou.
En 1992-1993, il a travaillé comme chef du Service d'information analytique du Président de la République d'Azerbaïdjan, en 1993 comme chef du Département des relations extérieures du Cabinet du Président de la République d'Azerbaïdjan, et comme représentant spécial du président dans les négociations sur la résolution du conflit militaire avec l'Arménie. De 1993 à 2005, il a été vice-président pour les affaires étrangères du Parti du Front populaire d'Azerbaïdjan.

## Prix
- Ordre pour le service à la Patrie[2]
- Ordre de la Gloire[1]